# 1. florbalová liga mužů 2017/2018
1. florbalová liga mužů 2017/2018 byla druhou nejvyšší mužskou florbalovou soutěží v Česku v sezóně 2017/2018.
Základní část soutěže hrálo 14 týmů dvakrát každý s každým. Do play-off postoupilo prvních 8 týmů. Týmy na 10. až 13. místě hrály play-down o sestup. Poslední tým sestoupil rovnou. 
Vítězem ročníku se stal tým TJ Sokol Královské Vinohrady po porážce týmu Florbal PEGRES Havířov ve finále, přestože do play-off Vinohrady postoupily až ze sedmého místa. Vinohrady tak po dvou sezónách v 1. lize postoupily zpět do Superligy, kde nahradily sestupující tým Florbal Ústí.
1. liga měla v této sezóně čtyři nové účastníky. V minulé sezóně ze Superligy sestoupil do 1. ligy tým Kanonýři Kladno. Naopak z Národní ligy postoupily týmy Florbal Chomutov, TJ Slovan Havířov a Z.F.K. AQM Petrovice.
Z posledního místa v základní části po šesti sezónách v 1. lize sestoupil do Národní ligy tým Spartak Pelhřimov.  Dále po prohře v druhém kole play-down po pěti sezónách sestoupil tým FbK TJ Svitavy. Protože se ani jeden z vítězů skupin Národní ligy (TJ Sokol Mukařov a 1. FBK Rožnov p/R) do 1. ligy nepřihlásil, postoupili poražení finalisté, týmy FBC Štíři Č. Budějovice a Florbal Primátor Náchod.

## Základní část
| Poř. | Tým                          | Z  | V  | VP | PP | P  | VG  | OG  | B  |
| ---- | ---------------------------- | -- | -- | -- | -- | -- | --- | --- | -- |
| 1.   | Florbal PEGRES Havířov       | 26 | 17 | 0  | 3  | 6  | 180 | 133 | 54 |
| 2.   | Black Angels                 | 26 | 13 | 4  | 2  | 7  | 217 | 156 | 49 |
| 3.   | FB Hurrican Karlovy Vary     | 26 | 12 | 6  | 1  | 7  | 188 | 155 | 49 |
| 4.   | 1. MVIL Ostrava WOOW         | 26 | 12 | 5  | 1  | 8  | 165 | 156 | 47 |
| 5.   | Kanonýři Kladno              | 26 | 13 | 1  | 4  | 8  | 163 | 156 | 45 |
| 6.   | Start98 Praha-Kunratice      | 26 | 12 | 3  | 2  | 9  | 173 | 159 | 44 |
| 7.   | TJ Sokol Královské Vinohrady | 26 | 10 | 5  | 2  | 9  | 135 | 125 | 42 |
| 8.   | Z.F.K. AQM Petrovice         | 26 | 12 | 0  | 3  | 11 | 154 | 155 | 39 |
| 9.   | TJ Slovan Havířov            | 26 | 10 | 2  | 2  | 12 | 166 | 195 | 36 |
| 10.  | SK Bivoj Litvínov            | 26 | 11 | 0  | 1  | 14 | 156 | 160 | 34 |
| 11.  | FBŠ Hummel Hattrick Brno     | 26 | 10 | 1  | 2  | 13 | 128 | 142 | 34 |
| 12.  | Florbal Chomutov             | 26 | 10 | 0  | 2  | 14 | 168 | 180 | 32 |
| 13.  | FbK TJ Svitavy               | 26 | 6  | 1  | 2  | 17 | 123 | 190 | 22 |
| 14.  | Spartak Pelhřimov            | 26 | 5  | 1  | 2  | 18 | 131 | 185 | 19 |

## Play-off
První tři týmy si postupně zvolily soupeře pro čtvrtfinále z druhé čtveřice. Jednotlivá kola play-off se hrála na tři vítězné zápasy. Čtvrtfinále se hrálo od 9. do 21. března, semifinále od 24. do 31. března a finále od 7. do 18. dubna 2019.

### Pavouk
|  | Čtvrtfinále (na zápasy)      | Čtvrtfinále (na zápasy)      |                        |   | Semifinále (na zápasy) | Semifinále (na zápasy) |  |  | Finále (na zápasy) | Finále (na zápasy) |
|  |                              |                              |                        |   |                        |                        |  |  |                    |                    |
|  |                              |                              |                        |   |                        |                        |  |  |                    |                    |
|  | Florbal PEGRES Havířov       | 3                            |                        |   |                        |                        |  |  |                    |                    |
|  | Florbal PEGRES Havířov       | 3                            |                        |   |                        |                        |  |  |                    |                    |
|  | Z.F.K. AQM Petrovice         | 0                            |                        |   |                        |                        |  |  |                    |                    |
|  | Z.F.K. AQM Petrovice         | 0                            | Florbal PEGRES Havířov | 3 |                        |                        |  |  |                    |                    |
|  |                              |                              | Florbal PEGRES Havířov | 3 |                        |                        |  |  |                    |                    |
|  |                              | 1. MVIL Ostrava WOOW         | 1                      |   |                        |                        |  |  |                    |                    |
|  | 1. MVIL Ostrava WOOW         | 1. MVIL Ostrava WOOW         | 1                      | 3 |                        |                        |  |  |                    |                    |
|  | 1. MVIL Ostrava WOOW         |                              |                        | 3 |                        |                        |  |  |                    |                    |
|  | Kanonýři Kladno              | 1                            |                        |   |                        |                        |  |  |                    |                    |
|  | Kanonýři Kladno              | 1                            | Florbal PEGRES Havířov | 2 |                        |                        |  |  |                    |                    |
|  |                              |                              | Florbal PEGRES Havířov | 2 |                        |                        |  |  |                    |                    |
|  |                              | TJ Sokol Královské Vinohrady | 3                      |   |                        |                        |  |  |                    |                    |
|  | Black Angels                 | TJ Sokol Královské Vinohrady | 3                      | 3 |                        |                        |  |  |                    |                    |
|  | Black Angels                 |                              |                        | 3 |                        |                        |  |  |                    |                    |
|  | Start98 Praha-Kunratice      | 0                            |                        |   |                        |                        |  |  |                    |                    |
|  | Start98 Praha-Kunratice      | 0                            | Black Angels           | 1 |                        |                        |  |  |                    |                    |
|  |                              |                              | Black Angels           | 1 |                        |                        |  |  |                    |                    |
|  |                              | TJ Sokol Královské Vinohrady | 3                      |   |                        |                        |  |  |                    |                    |
|  | FB Hurrican Karlovy Vary     | TJ Sokol Královské Vinohrady | 3                      | 2 |                        |                        |  |  |                    |                    |
|  | FB Hurrican Karlovy Vary     |                              |                        | 2 |                        |                        |  |  |                    |                    |
|  | TJ Sokol Královské Vinohrady | 3                            |                        |   |                        |                        |  |  |                    |                    |
|  | TJ Sokol Královské Vinohrady | 3                            |                        |   |                        |                        |  |  |                    |                    |

### Baráž
Poražený finalista, tým Florbal PEGRES Havířov, prohrál v superligové baráži proti týmu itelligence Bulldogs Brno.

## Play-down
Play-down se hrálo od 10. března do 14. dubna 2018. První kolo play-down hrály 10. se 13. a 11. s 12. týmem po základní části. Jednotlivá kola play-down se hrála na čtyři vítězné zápasy.
Vítězové z prvního kola hráli proti sobě ve druhém kole. Vítěz této série zůstal v 1. lize, poražený hrál baráž.
Poražení z prvního kola hráli proti sobě ve druhém kole. Vítěz této série hrál baráž, poražený sestoupil do Národní ligy.
Baráž se hrála na tři vítězné zápasy mezi 22. dubnem a 5. květnem proti poraženým finalistům skupin Národní ligy.

### 1. kolo
SK Bivoj Litvínov – FbK TJ Svitavy 4 : 2 na zápasy
FBŠ Hummel Hattrick Brno – Florbal Chomutov 1 : 4 na zápasy

### 2. kolo
SK Bivoj Litvínov – Florbal Chomutov 4 : 3 na zápasy
FBŠ Hummel Hattrick Brno – FbK TJ Svitavy 4 : 1 na zápasy

### Baráž
Florbal Chomutov – FBC Štíři Č. Budějovice 3 : 1 na zápasy
FBŠ Hummel Hattrick Brno – Florbal Primátor Náchod 3 : 1 na zápasy

## Konečné pořadí
| Pořadí           | Tým                          |
| ---------------- | ---------------------------- |
| Zlatá medaile    | TJ Sokol Královské Vinohrady |
| Stříbrná medaile | Florbal PEGRES Havířov       |
| Bronzová medaile | Black Angels                 |
| 4.               | 1. MVIL Ostrava WOOW         |
| 5.               | FB Hurrican Karlovy Vary     |
| 6.               | Kanonýři Kladno              |
| 7.               | Start98 Praha-Kunratice      |
| 8.               | Z.F.K. AQM Petrovice         |
| 9.               | TJ Slovan Havířov            |
| 10.              | SK Bivoj Litvínov            |
| 11.              | Florbal Chomutov             |
| 12.              | FBŠ Hummel Hattrick Brno     |
| 13.              | FbK TJ Svitavy               |
| 14.              | Spartak Pelhřimov            |